# Ныряй с Олли!
«Ныряй с Олли!» (англ. Dive Olly Dive!) — американо-австралийско-британский мультсериал с образовательными элементами. 

## Описание
Действие мультсериала происходит в центре подводных исследований, глубоко под поверхностью океана. Главные герои — подводные лодки Олли (в немецкой версии его зовут Тимми) и Бэт.

## Сюжет
Мультсериал «Ныряй с Олли!» рассказывает о двух небольших исследовательских подводных лодках Олли и Бэт. Они живут в центре подводных исследований глубоко под поверхностью океана, где проводят научные исследования, узнают тайны подводного мира, защищают океанскую природу, спасают морских существ от всевозможных угнетений и постоянно совершенствуют свои навыки. Вместе со своими друзьями они тоже хорошо проводят время.

## Производство
Сериал был спродюсирован в 2005 году режиссёрами Бобом Дусеттом, Гэри Херстом и Джейн Шнайдер. Фирмами, в первую очередь ответственными за производство этого сериала, были, среди прочего, компании Mike Young Productions и Taffy Entertainment.
Идея принадлежит Эндрю Россу и Яну Россу, музыку сочинил Цейри Торюссен. Художественным руководителем был Боб Дусетт.
Впервые мультсериал вышел в эфир в 2005 году на канале 7 Network в Австралии. Затем последовала трансляция в Voom HD LAB в США в 2006 году. С 15 октября 2007 года сериал транслировался на телеканале KiKA в Германии. Также были сделаны переводы на польский и греческий языки.

## Действующие лица
- Олли
- Бэт
- Даг
- Брандт
- Скид
- Ума
- Лусеаль

## Трансляция в России
В России мультсериал транслировался на телеканалах Tiji под названием «Ныряй глубже, Олли!» и «Карусель» под названием «Ныряй с Олли!».